# Marcel Fränzel
Marcellinus Antonius Fränzel (Vriezenveen, 27 maart 1960) is een Nederlands bestuurskundige, politicus en bestuurder. Hij is lid van D66. Met ingang van 10 juni 2025 is hij waarnemend burgemeester van Renkum.

## Maatschappelijke en politieke carrière
Fränzel is geboren in Vriezenveen en verhuisde op driejarige leeftijd naar Hooglanderveen. Hij doorliep de middelbare school in Amersfoort. Hij is aan het Instituut VL-VU (Vrije Leergangen-Vrije Universiteit), een voormalige NLO in Amsterdam, opgeleid tot leraar aardrijkskunde en maatschappijleer.
Fränzel was tussen 1983 en 1994 onder andere directielid en leraar maatschappijleer op een Streekschool voor Beroeps Begeleidend Onderwijs in Amersfoort. Hij is rooms-katholiek. Fränzel werd in 1990 lid van de gemeenteraad van Amersfoort, vanaf 1991 als D66-fractievoorzitter. In 1994 werd hij voor D66 benoemd tot wethouder en in 2001 werd hij tevens locoburgemeester.
Fränzel heeft in 2012 de master bestuurskunde aan de Erasmus Universiteit Rotterdam afgerond met zijn scriptie "Stuurt de buurt ? Operationele sturing van wijkagenten in relatie tot wensen en behoeften van burgers over de politie in hun wijk". In 2015 is hij een consultancy begonnen voor het openbaar bestuur.
Fränzel is anno 2024 onder meer vrijwilliger bij De Luisterlijn, gespreksvrijwilliger bij verzorgingshuis Kuilenburg in Culemborg, voorzitter van de stichting Vrienden Landgoed Onze-Lieve-Vrouweabdij in Oosterhout, lid van de raad van economische adviseurs van de Zusters Franciscanessen SFIC in Veghel en budgetcoach en begeleider van een psychiatrische patiënt.

## Burgemeester en waarnemend burgemeester
Van augustus 2002 tot 1 oktober 2013 was Fränzel burgemeester van Woensdrecht. Na zijn burgemeesterschap in Woensdrecht, is hij meerdere malen waarnemend burgemeester geweest.
- Fränzel was van 28 november 2014 tot maart 2015 waarnemend burgemeester van Noord-Beveland.[7]
- Hij werd in september 2016 waarnemend burgemeester van Veghel.
- Van 1 januari tot 6 december 2017 hij waarnemend burgemeester van Meierijstad, die op die datum werd ingesteld als gevolg van een fusie van Veghel, Schijndel en Sint-Oedenrode.[8]
- Van 2 februari tot 19 december 2018 was hij waarnemend burgemeester van Oosterhout.[9]
- Van 1 januari tot 9 december 2019 was Fränzel waarnemend burgemeester van Altena.[10]
- Op 15 november 2019 werd hij tevens waarnemend burgemeester van Sint Anthonis.[11], dat per 1 januari 2022 opging in de gemeente Land van Cuijk.
- Van 5 juli 2023 tot 1 februari 2024 was Fränzel waarnemend burgemeester van Goes.[12][13]
- Van 13 maart tot 29 augustus 2024 was hij waarnemend burgemeester van Middelburg.[14][15]
- Van 14 oktober 2024 tot 27 mei 2025 was hij waarnemend burgemeester van De Bilt.[16][17]
- Vanaf 10 juni 2025 is hij waarnemend burgemeester van Renkum. [18]